# Gurino (obwód swierdłowski)
Gurino (ros. Гурино) – wieś (dieriewnia) w Rosji, w obwodzie swierdłowskim, w rejonie rieżewskim. W 2010 liczyła 4 mieszkańców.